# 朝阳冬泳怪鸽
朝阳冬泳怪鸽，本名黄春生（1970年5月31日—），中国大陆短视频作者，辽宁北票人。截至2021年11月，冬泳怪鸽在快手平台已有近512万粉丝，其发布的一段“正能量演讲”影片在哔哩哔哩网站上已获得超过3000万次播放。冬泳怪鸽凭借这段正能量演讲，以及在每一段影片结尾都会喊“沒毛病，幹就完了！加油！奥力给！”，成为一个中国内地的网络迷因。

## 个人经历
朝阳冬泳怪鸽有一个身患慢性病的弟弟和一个年老的父亲，而导致家庭生活贫穷。据称，冬泳怪鸽曾做过相声演员、体育老师、婚礼司仪等职业。2019年1月起，冬泳怪鸽开始在快手等短视频平台上发布作品，内容以游泳、鼓励型正能量演讲为主。其名言包括“我们遇到什么困难也不要怕，微笑面对它，消除恐惧的最好办法就是面对恐惧，坚持——才是胜利！加油，奥力给！”等等。在网络爆红后，冬泳怪鸽仍在朝阳市正常生活，并继续其冬泳等视频的拍摄。冬泳怪鸽亦是抖音短视频网络主播，他的直播时间通常是在凌晨四五点。2020年6月6日，快手模仿哔哩哔哩宣传片《后浪》的风格，邀请「奥利给大叔」朝阳冬泳怪鸽作为演讲人，推出演讲《自己的英雄》（又名《看见》）。

## 影响
作为网络迷因，冬泳怪鸽发布的视频影响力已不限于快手、抖音等短视频平台。冬泳怪鸽在bilibili受到大量恶搞和搬运，一些用户以他发布的视频为基础创作鬼畜视频。中国中央电视台新闻联播主持人康辉也在“主播说联播”中模仿冬泳怪鸽说出“奥力给”。
快手在其九周年的时候，邀请冬泳怪鸽录制演讲视频，名为《看见》，成为快手的一部宣传片。这部宣传片获2020年度优秀网络视听作品优秀作品荣誉称号。

## 注解
1. ↑  又写作「奥利给」，即倒转的“给力嗷”，这个词本身也是一个网络迷因。